# Zdrapți, Hunedoara
Zdrapți este un sat în comuna Crișcior din județul Hunedoara, Transilvania, România.

## Lăcașuri de cult
În partea superioară a văii Crișului Alb, în satul Zdrapți, se găsește o biserică din cărămidă, cu hramul „Sfântul Ierarh Nicolae”, compusă dintr-un altar semicircular nedecroșat, o navă dreptunghiulară de dimensiuni medii, compartimentată la interior în naos și pronaos, și un turn-clopotniță etajat, cu foișor deschis din lemn și fleșă evazată, învelită în tablă; în rest s-a utilizat țigla. În pofida amplei reparații din 1982, interiorul a rămas nepictat. Pisania de deasupra unicei intrări apusene aduce informații prețioase în legătură cu ctitorii și timpul construcției: „Această una sântă catolică și apostolică baserică unită s-au edificat sub metropolitu Dr.Victor Mihali de Apșia, episcop diecesan Dr.Vasile Hossu. La ostenalele parohului Ioan Guga s-a făcut. Anu Domnului 1907. S-a sânțitu în 1908, cu hramu Sfântu Nicolae, al 208-lea an de la sânta unire, curator Ștefan Avram cu soția Marta, maestru Carol Donadini”. Din 1948, lăcașul deservește liturgic parohia ortodoxă. În timp, acesta a fost precedat de o altă bisericuță unită, din bârne, înălțată în anul 1860.

## Vezi și
- Biserica de lemn din Zdrapți

## Galerie de imagini

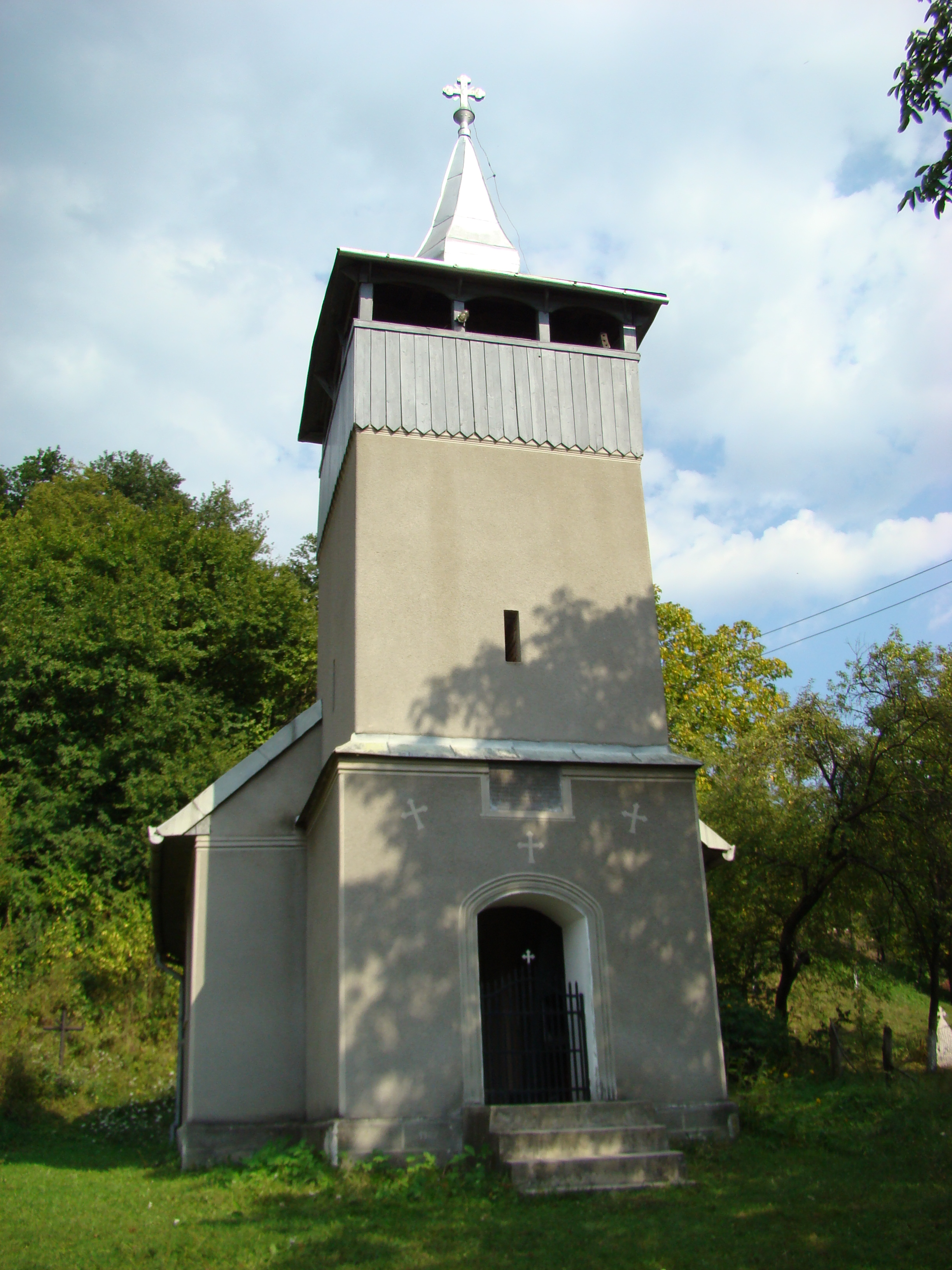
Biserica „Sfântul Ierarh Nicolae” din Zdrapți
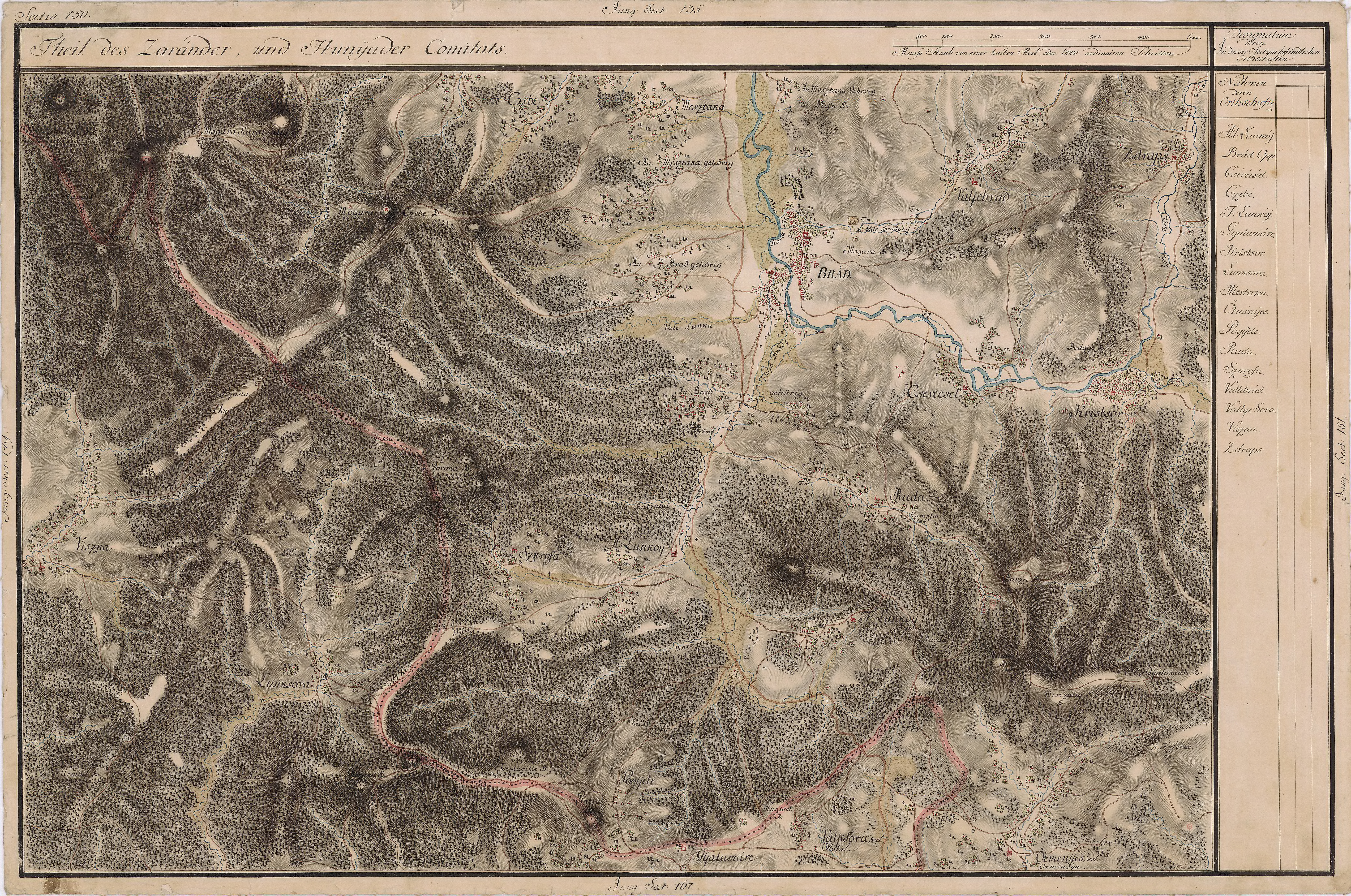
Zdrapți pe Harta Iosefină a Transilvaniei, 1769-73